# Matang Cincin
Matang Cincin is een bestuurslaag in het regentschap Aceh Tamiang van de provincie Atjeh, Indonesië. Matang Cincin telt 630 inwoners (volkstelling 2010).